# پیر-سیمون ژیرار
پیِر-سیمون ژیرار (به فرانسوی: Pierre-Simon Girard؛ ۴ نوامبر ۱۷۶۵ – درگذشته ۳۰ نوامبر ۱۸۳۶) ریاضی‌دان و مهندس فرانسوی بود که روی مکانیک سیالات کار می‌کرد.